# Nemopterella apicalis
Nemopterella apicalis är en insektsart som beskrevs av Bo Tjeder 1967. Nemopterella apicalis ingår i släktet Nemopterella och familjen Nemopteridae. Inga underarter finns listade i Catalogue of Life.